# Шёл трамвай десятый номер…
«Шёл трамвай десятый номер…» — советский мультипликационный фильм 1974 года по стихам Сергея Михалкова, в том числе и «Одна рифма» (1938). Это альманах, состоящий из трёх сюжетов: «Шёл трамвай десятый номер», «Всадник» и «Про Фому».

### Шёл трамвай десятый номер…
Шёл трамвай № 10 по Бульварному кольцу. В нём сидело и стояло 115 человек. Пионеру Николаю ехать очень хорошо, он сидел у окна и не хотел уступать места старушке, пока милиционер не сказал: «Старость нужно уважать!»

### Всадник
«Я приехал на Кавказ, сел на лошадь в первый раз». Мальчик мечтал о том, как он лихо будет скакать на лошади, хотя ездить на ней не умел. В результате лошадь сбросила его в канаву. «Я в канаву не хочу! Но приходится — лечу!»

### Про Фому
Упрямый мальчик Фома не верил никому, никогда и нигде (даже дома) и всегда поступал наперекор советам окружающих. Однажды приснился упрямому сон: как будто шагает по Африке он и подходит к реке. «Купаться нельзя:  аллигаторов   — тьма!» «Неправда! — ответил Фома, — Прошу не учить, мне 11 лет!» Фома нырнул в реку, и  крокодил   его съел. Проснувшись, Фома возмутился: «Неправда, товарищи! Это не сон!»

## Создатели
| авторы сценария           | Владимир Голованов, Сергей Михалков |
| режиссёр                  | Наталия Котовщикова |
| художник-постановщик      | Вячеслав Наумов |
| композитор                | Юрий Саульский |
| звукооператор             | Борис Фильчиков |
| оператор                  | Борис Котов |
| ассистент режиссёра       | Л. Гладкова |
| ассистент художника       | Алла Горева |
| монтажёр                  | Изабелла Герасимова |
| художники-мультипликаторы | Виолетта Колесникова, Юрий Мещеряков, Наталия Богомолова, Виктор Арсентьев, Рената Миренкова, Виталий Бобров, Ольга Орлова, Александр Давыдов, Юрий Батанин, Владимир Зарубин |
| роли озвучивали           | Олег Анофриев, Мария Виноградова (в титрах указана как Виногадова) |
| редактор                  | Аркадий Снесарев |
| директор                  | Фёдор Иванов |

## Видеоиздания
Мультфильм неоднократно переиздавался на DVD в сборниках мультфильмов: «Шёл трамвай десятый номер», серия «Золотая коллекция» («Союзмультфильм»), 2011.